# 港鐵東鐵綫現代列車
- 關於現時在將軍澳綫行走的韓製列車，請見「港鐵市區綫韓製列車」。
- 關於現時在東涌綫行走的韓製列車，請見「港鐵東涌綫韓製列車」。

港鐵東鐵綫現代列車（英語：MTR Hyundai Rotem EMU，簡稱R-Train），是港鐵公司所購置的通勤列車。

## 概要
本款列車是港鐵公司為沙中綫二期工程中南北走廊（東鐵綫伸延至港島）所購置的，用以全數取代29列英國製中期翻新列車及8列調往屯馬綫的日本製近畿川崎列車。
2012年12月14日，港鐵公司向韓國現代Rotem批出購置37列9卡編组的交流電列車合約（合約編號1141B），總值約40億港元（$4,077,535,440）。
首列列車於2015年9月14日抵港，並且於同年稍後開始進行動態測試。
新列車原定於2020年9月12日起投入服務，但最終因新信號系統進入最後覆檢程序時，發現列車有機會「行錯線」而被煞停，直至2021年2月1日，港鐵宣佈新列車將會在2021年2月6日投入服務，並於2022年5月7日起，全面取代中期翻新列車，成為東鐵綫的主力列車車型，亦成為現時全港最長的通勤型列車。
該款列車是港鐵公司自2011年後投入服務的新列車中唯一一款由非中國中車股份有限公司製造的列車，亦是繼港鐵市區綫韓製列車及港鐵東涌綫韓製列車之後，第三款韓製列車。

## 特點

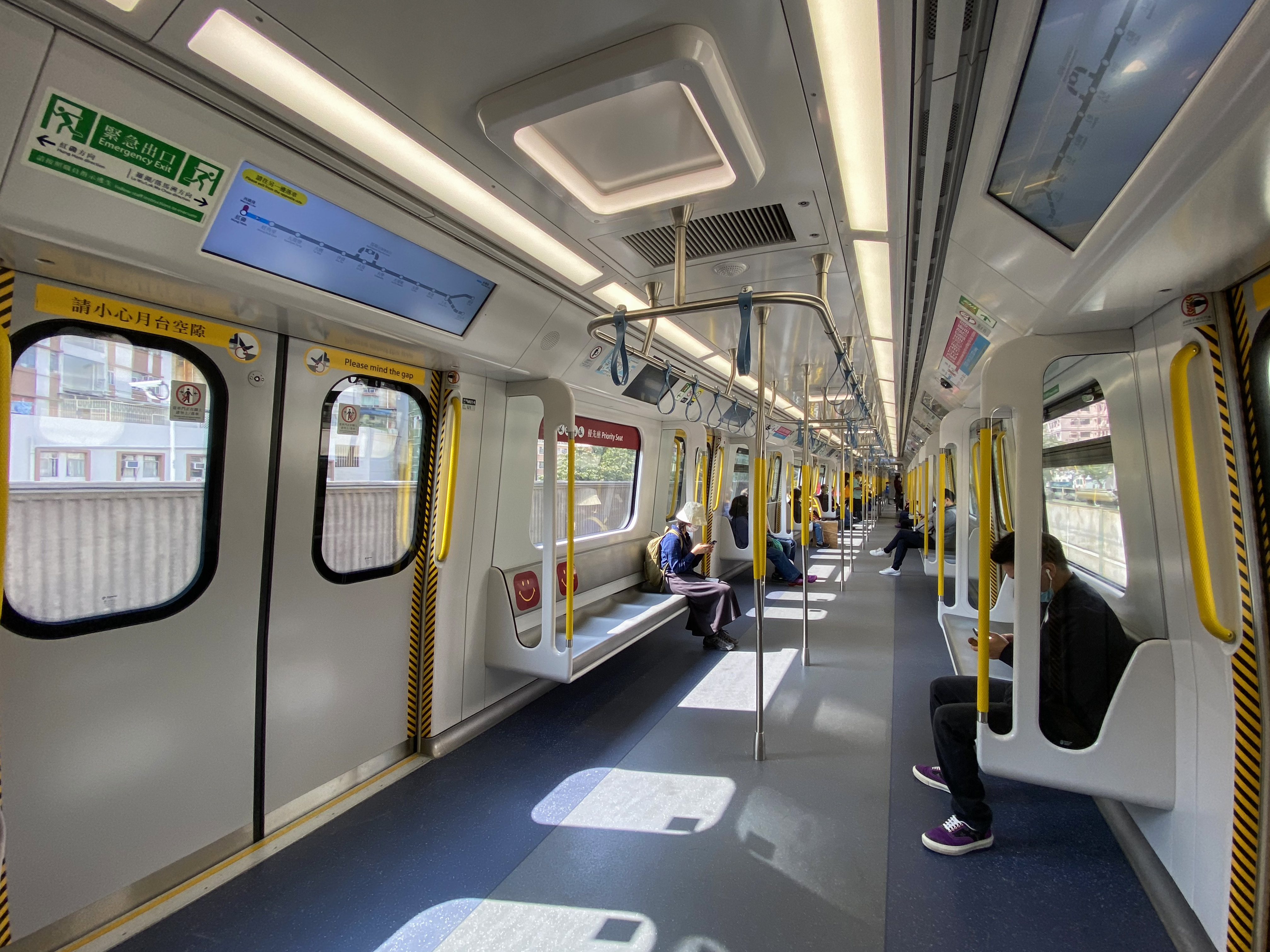
普通等車廂內部

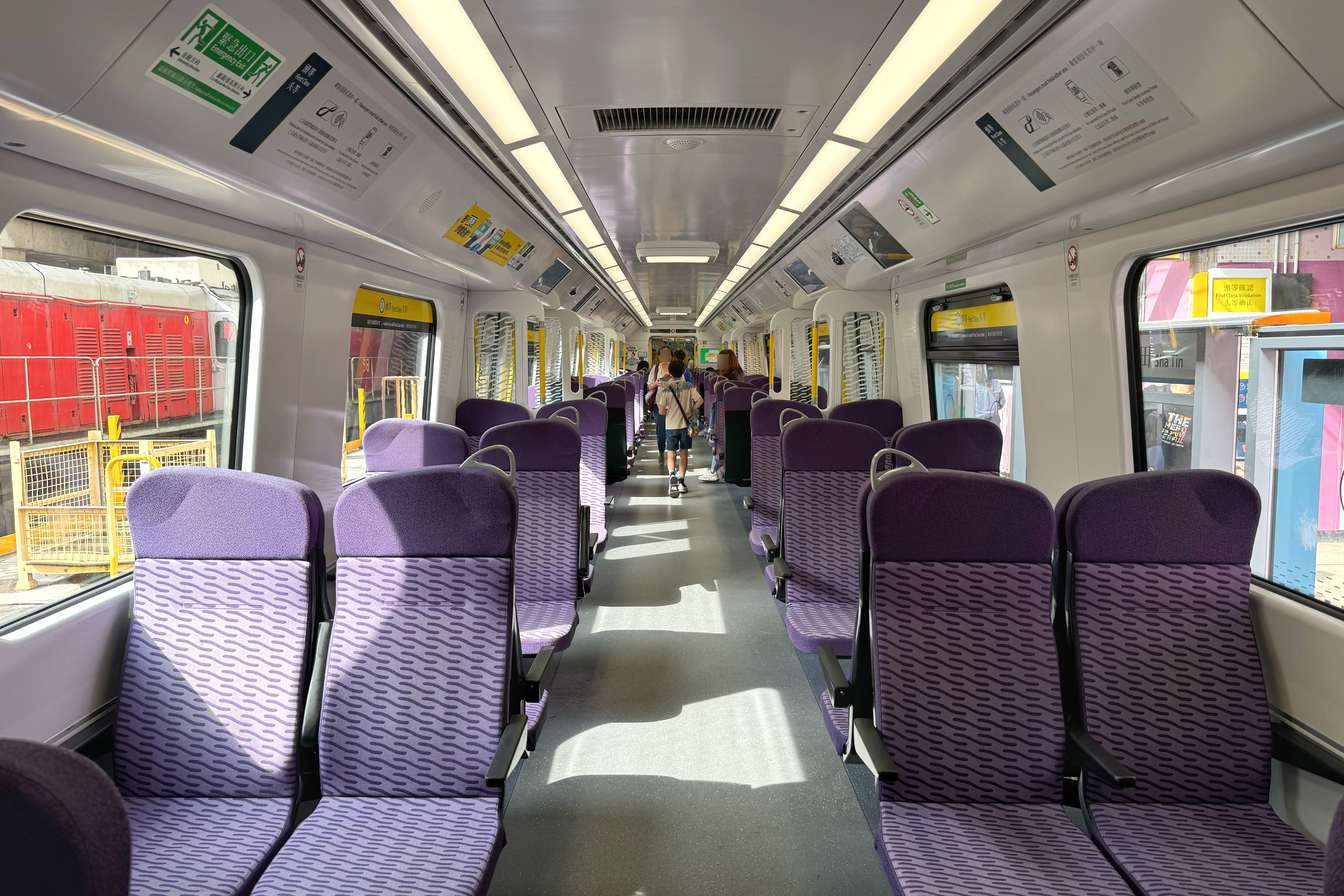
頭等車廂內部

### 車外
車身和屯馬綫中國製列車相似，以啞光米白色為主色，並利用視覺效果將車門及車窗連成一體化之形態。車頂饰有紅色條带，使用「鐵路願景」塗裝。車頭則將會採用流線型設計的線條，車頭燈組件採用蝌蚪形圖案設計，連結器蓋突出部份與機場鐵路西班牙製列車相似。

### 車內
港鐵稱這款列車會配備多項更完善的設施，包括：
- 配合日後東鐵綫將會加裝月台閘門及收窄月台空隙，列車車身比中期翻新列車及近畿川崎列車寬12厘米，每卡能增加4%載客的空間。不過媒體卻發現每列9卡本型號列車之總載客量比12卡中期翻新列車少20%，擠擁情況亦較12卡車嚴重。[9]到2022年2月底，港鐵才首次透露9卡車總載客量為2,845人，較12卡車載少905人，即是比12卡列車載客量減少近24%。[10]
- 保留緊急開門掣情況下，駕駛室設有前地鐵列車款式的緊急出口連斜道，而逃生梯改為以電動方式開啟，成為唯一同時設有兩種緊急出口的列車
- 列車車門編排與市區綫（即原地鐵）的列車相似；但因車卡長度較長，車廂之間的連接通道兩側的橫排座位每邊可容納兩位乘客[11]，除了頭尾兩卡之外，其餘車門之間的橫排座位（不計含多用途空間）由每排6個減少至5個，與現時安排不同
- 車門將會採用與南港島綫中國製列車相似的滑動式車門和無凹槽門軌設計[註 1]（駕駛室則使用內藏門，與市區綫現代化列車一樣，亦同時由原九鐵的手動門改為與原地鐵一樣的自動門）
- 採用發光二極管（LED）照明系統
- 採用27吋液晶體顯示屏，供港鐵車廂電視使用，並設有靜音車廂
- 採用動態路綫圖以及通道端螢幕
- 經改良的車廂扶手以及吊環，車廂扶手以欖形扶手為主，方便乘客緊握扶手，而全部吊環使用塑膠製成，車門之間則不設扶手柱，減少因乘客圍繞車門附近扶手站立而出現阻礙眾人進出車廂的情況
- 每個普通等車廂設有1個多用途空間，而接近頭等之兩個普通等車廂（北行第3及第5卡／南行第5及第7卡），則設有3個多用途空間，至於頭等車廂設有3個多用途空間，結果讓車廂座位明顯減少。[12]
- 頭等座位為高背人造皮套座位，類似日本製的近畿川崎列車頭等座位。
- 保留頭等車廂，繼續設於（北行第4卡／南行第6卡），並會增設WiFi上網服務[13][14]，兩趟車門位置亦改用機場快綫車門佈局，即保留第二及第四趟車門。 混合車隊營運期間（MFO），目前只會使用第二趟車門。而頭等與普通等分隔之趟門改用自動門。（中期翻新列車與近畿川崎列車均為手動門。）
- 與近畿川崎列車一樣，頭等車廂部分車窗位置裝成預留車門組件，但位置不同。

另外，這款列車外形近似南港島綫中國製列車（S-Train），但本列車車身較現時中期翻新列車稍寬，以減少月台與列車之間的空隙。
- 駕駛室及控制系統設計預留改為無人駕駛的條件
- 車頭設有與前地鐵類似的緊急逃生門，是九廣鐵路公司擁有之網絡的第二款設有車頭逃生門的列車，而第一款是俗稱黃頭的未翻新之都城嘉慕列車。
- 車廂廣播雖然以港鐵格式錄製，但因揚聲器發聲軟件以韓國首都圈電鐵中的金浦都市鐵道及議政府輕電鐵列車為基礎，所以廣播聲線與以上列車相似且音質較以往的列車遜色。[來源請求]

## 機器配置
- 牽引系統及輔助供電系統（牽引整流/變流器、牽引電動機、輔助電源裝置）由三菱電機製造（與近畿川崎列車所用產品的製造商相同，但完全不同款）。
- 空調系統由日本東芝提供（为近畿川崎列車所用產品的改良型，外觀略有不同），採用R407C環保雪種。
- 車門為滑動式車門，由上海法維萊交通車輛設備製造，採用直線電機驅動以減少開關門所需時間。
- 車卡連貫通道由德國廠商虎伯拉鉸接系統（HÜBNER Group）提供（与近畿川崎列車和市區綫中國製列車所用產品的製造商相同）。
- 轉向架由現代Rotem自行設計及製造（有別於過往市區綫、東涌綫韓製列車由ADTranz/Bombardier所製造的轉向架）。
- 集電弓由英國Brecknell Willis製造；受電氣組件設計問題的影响，列車駛經中性區時，斷路器（VCB）開合，會产生突发的大噪音（此現象與近畿川崎列車及屯馬綫中國製列車相似，但聲音較為安靜，同時開合時間比其他列車為短）。
- 乘客資訊顯示屏（PIS Display）由Hunter Technology Co., Ltd供應；此外，大洋電機（Daeyang Electric）提供每卡車廂的總電掣櫃及駕駛室按鈕[15]。

## 列車編組
| 批次         | 批出合約時間   | 列車數量 | 投入服務日期                | 備註                                 |
| ------------ | -------------- | -------- | --------------------------- | ------------------------------------ |
| 首批訂購列車 | 2012年12月14日 | 37列     | 2021年2月6日 - 2023年3月1日 | 因沙中綫南北走廊（東鐵綫）通車而購置 |

列車車廂可分為5大類，並可按車廂用於列車的南、北行端及／或設有的設備向下細分為9小類（實際有生產的列車車卡小類則只有8個）：列車以9卡為一列，編組方式為 D-P-M+M-P-F+M-P-D，以 D-P-M、M-P-F、M-P-D 為一組，如要調卡，均會整組調走。
列車在設計上容許組成9及10卡編組：
- 9卡：DM2-PT-MH2+MH-PT1-MFH+MH1-PT-DM1
- 10卡：DM2-PT-MH2+MPH-MH-PT1-MFH+MH1-PT-DM1

| 車卡编號 | D0xx/1xx                   | P0xx/1xx              | M0xx/1xx         | M0xx/1xx        | P0xx/1xx               | F0xx/1xx         | M0xx/1xx         | P0xx/1xx              | D0xx/1xx                   |
| 動力配置 | 動力車卡，附駕駛室 （DM2） | 拖卡，附集電弓 （PT） | 動力車卡 （MH2） | 動力車卡 （MH） | 拖卡，附集電弓 （PT1） | 動力車卡 （MFH） | 動力車卡 （MH1） | 拖卡，附集電弓 （PT） | 動力車卡，附駕駛室 （DM1） |
| 動力單元 | 單元1                      | 單元1                 | 單元1            | 單元2           | 單元2                  | 單元2            | 單元3            | 單元3                 | 單元3                      |

## 問題、批評與爭議

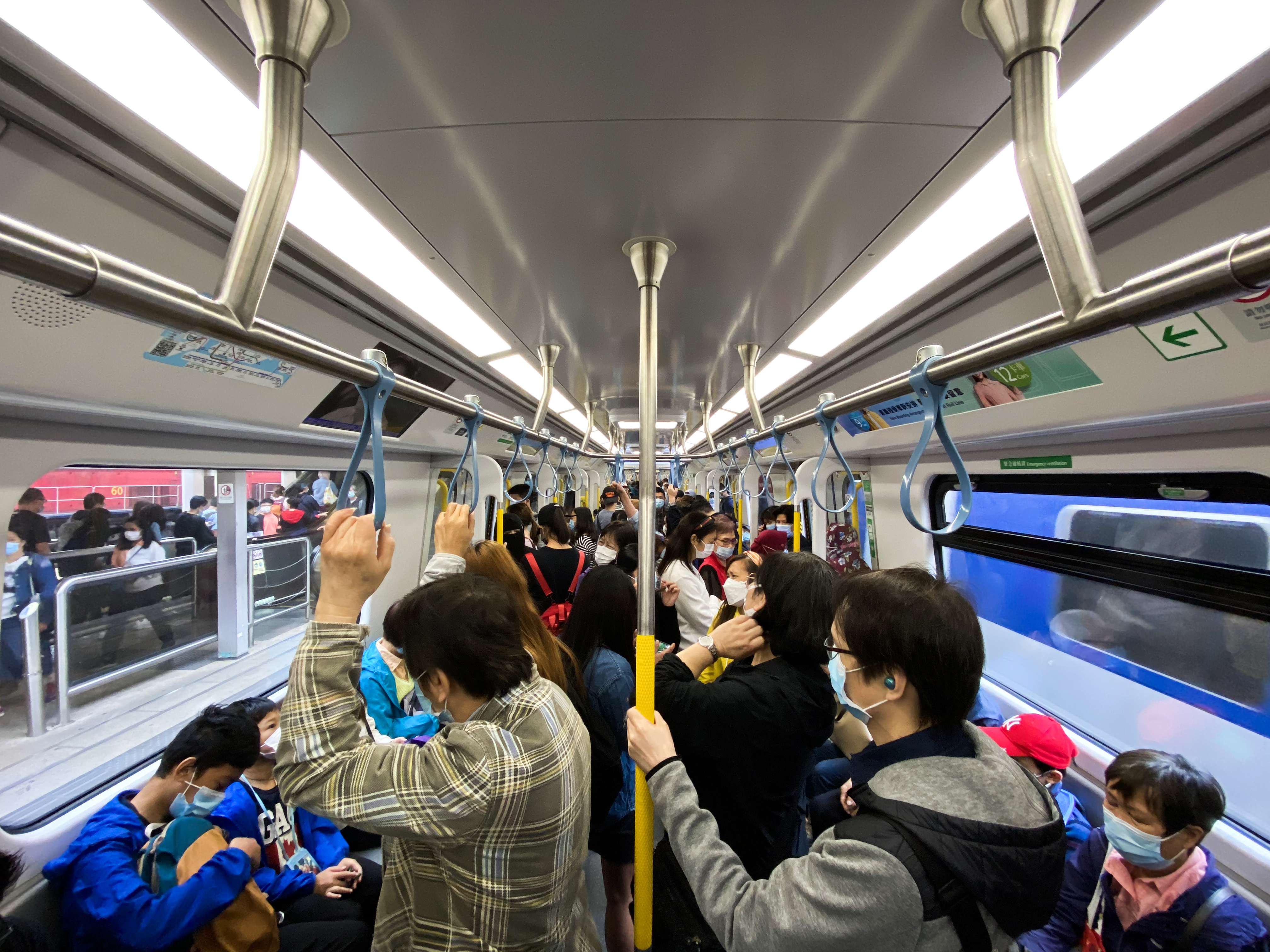
在9卡安排下，假期上午時分北行方向的車廂情況

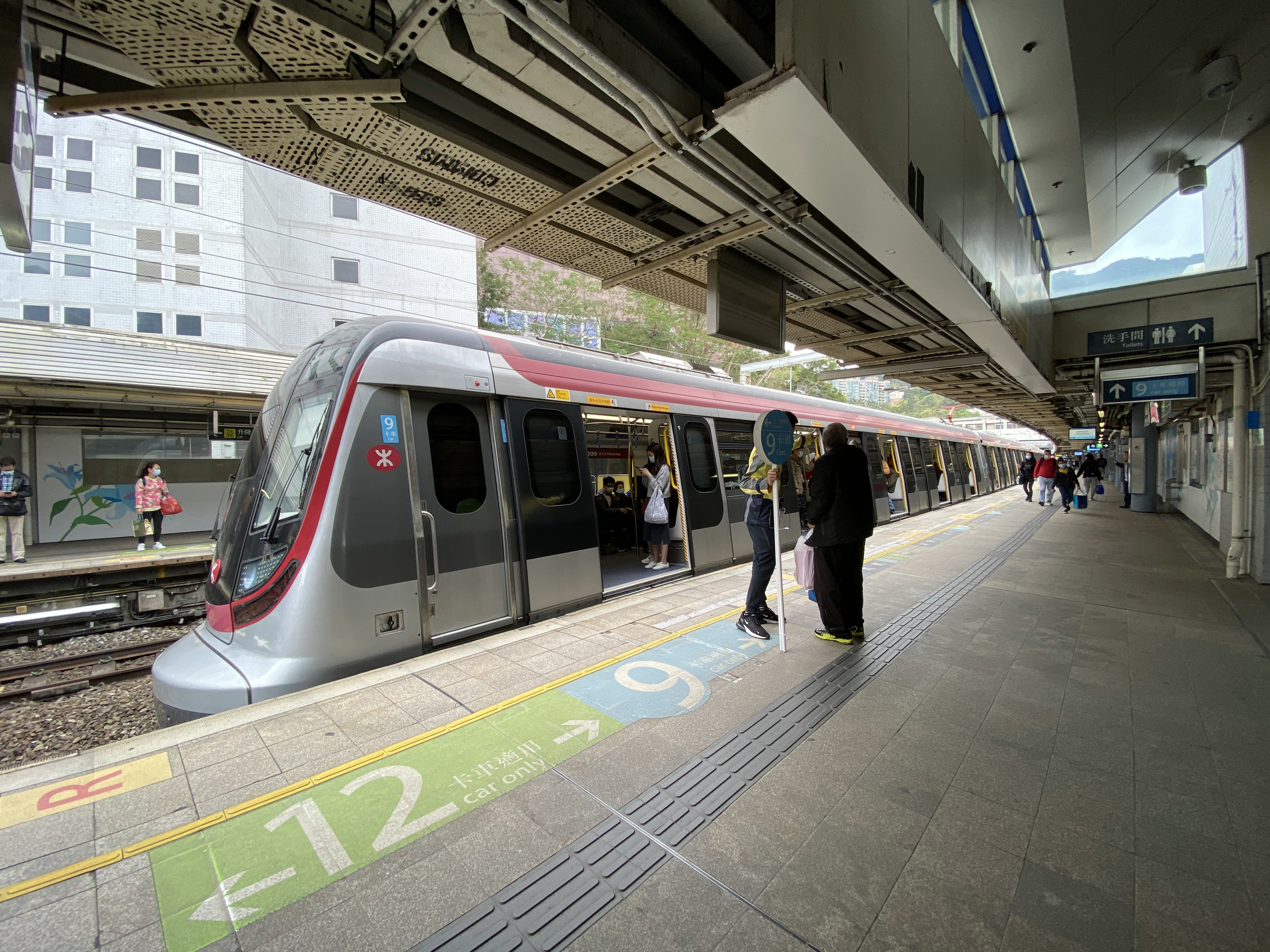
東鐵綫新信號系統9卡車和12卡車共同運行期間，港鐵安排職員在月台協助乘客（2021年2月）

### 誤判列車「衝燈」事件
2021年2月，東方日報和香港01揭發因新铁路信号机系統出現問題，造成東鐵綫在短短9日內，已出現近20次「列車衝燈」的信號誤判。部分列車原本正確依照鐵路信號機燈號停駛，但新系統誤判為衝燈。有工程車在一晚內曾出現19次「假衝燈」問題。港鐵事隔兩天才承認出現問題，但至今仍然未有具體交代事故原因。機電署發言人表示情況並不理想，要求港鐵提交報告。

### 新列車載客量比12卡車少
港鐵宣布新列車將會在2021年2月6日投入服務。但有乘客認為9卡編組列車的載客量比原來的中期翻新列車的12卡車較少。整體座位數量明顯比現有12卡車少幾個，座位空間較迫，特別是傷殘人士位置和車廂中的兩人座位，出現「人貼人」狀況。而記者發現9卡車的擠擁情況明顯較12卡車嚴重。
到2月8日首個上班日早上繁忙時間，有乘客表示未能上車，批評港鐵安排混亂，擔心疫情過後有更多人上班時，可能要等多幾班車。不過港鐵堅稱9卡車承載力足夠，認為大圍站乘客無法上車可能是與車站設計有關。當乘客習慣9卡車安排後，會逐步增加9卡車班次。
列車投入服務1年後，運房局才公佈新信號系統設計的最高可載客量每小時單向為82,500人次，較舊系統減18%，少2萬人次。

### 東鐵綫增加至十卡車營運意見
2021年7月，北區區議會交通及運輸委員會在會議上提案要求港鐵盡快由「九卡車」增加至「十卡車」，原因網上鐵路專頁Riders指東鐵過海段車站月台建有預留結構以供十卡編組的列車行駛。自啟用新訊號系統後，議員已收到不少居民投訴列車班次不穩定或班次減少等情況，故港鐵理應為新列車增加至十卡編組。
其後，港鐵發佈聲明回應指消息的來源不清楚，但當中所指「東鐵綫能以十卡編組的列車行駛」的說法與事實並不相符。東鐵綫新紅磡站延伸過海至會展站及金鐘站（東鐵綫過海段），由規劃至興建以及整體的運作設計（包括信號系統），均以九卡編組的列車為本。
港鐵公司亦回應指有關說法的出現，可能是基於新紅磡站、會展站及金鐘站的月台在建造時預留了額外一卡編組長度的月台結構。但這些預留結構，是考慮到未來服務若需要進一步擴展時，所作出的預留安排，從而避免窒礙長遠的發展。目前單憑預留結構，並非十卡編組的列車能夠行駛的唯一條件，亦不等同肯定十卡編組的列車設計及營運的可行性。如要進一步探討增加現有列車車卡的可行性，將牽涉整個系統的改動，以至項目規劃及研究，包括可行性研究、環境影響評估、刊憲、徵地及申請撥款等一系列法定程序。

### 黑雨下滲水及故障
2021年10月8日，天文台一度發出黑色暴雨警告，有消息指當日東鐵綫有11列九卡列車出現故障，需安排車上乘客離開，並轉乘下一班列車。港鐵回覆媒體時僅指有「個別」九卡車出現電力系統運作不暢順，拒絕透露壞車數目。有不願具名的港鐵職員指，九卡列車的防水塗層做得不好，同時指出香港與韓國的防水標準不同。職員亦聽聞列車投入服務初期曾有漏水問題，認為港鐵應該檢視防水設計。

### 列車故障冒煙和集電弓彈火花
2021年10月11日下午3時許，一列北行九卡列車駛至大學至大埔墟站期間冒煙。有市民拍攝到列車抵達大埔墟站後，車卡底部冒出不少白煙，導致月台煙霧瀰漫。據悉，冒煙原因是列車煞車系統故障導致。相隔兩日後，一列北行九卡列車駛至九龍塘站時，車頂集電弓與架空電纜之間的位置突然爆發火花至少3次，嚇怕不少月台乘客。港鐵指該列車在九龍塘站附近出現故障，並影響供電系統運作，行車時間需額外增加15-20分鐘。

## 大事年表
- 2012年12月14日：現代Rotem獲得港鐵37列韓製列車合約（1141B），供東鐵綫及日後過海段使用成為主力車型，並完全取代原有29列中期翻新列車及8列在即將調往屯馬綫的近畿川崎列車。
- 2015年7月20日：首列列車（TS01 - D001/D003）下線並正式發運，並經由京釜線甲種運送至釜山港（由配屬韓國鐵道公社的GT26CW-2型柴油機車（英语：EMD GT26CW-2）7347號擔當本務機；及後的每次甲種運送，亦由同款機車牽引）。[30]
- 2015年9月14日：首列列車（TS01 - D001/D003）抵達香港青衣九號貨櫃碼頭，並逐步運往火炭貨場。
- 2018年10月11日凌晨：其中一列列車由ER20型柴油機車及CKD0A型內燃機車（柴油機車）拖往屯馬綫近紅磡站新建路段進行動態界限測試。
- 2019年3月18日凌晨︰由於荃灣綫測試新訊號系統時發生列車相撞事故，東鐵綫暫停非行車時間的新訊號系統測試及試車（直至同年5月29日為止）。與此同時，原定即將裝船送往香港的列車，亦因此要暫時滯留在韓國釜山站貨場（部分更滯留在Rotem工廠），直至2020年3月才開始陸續發運。
- 2019年7月：累計生產的同款列車數量達26列。
- 2019年10月24日中午：首列列車開始在連接馬場站的車廠出入線進行試車，其後另外七列列車亦陸續開展日間試車。
- 2019年11月16日：由於新訊號系統在反修例運動示威中遭破壞和燒毀，加上要評估屯馬綫一期開通對東鐵綫的分流作用，以減少更換列車時對東鐵綫載客能力的削弱，故此新列車啟用時間將再次延遲。[31]
- 2020年3月：預計首八列列車開始進行投入服務前的「額外可靠性測試」（原訂於2019年第四季至2020年第一季進行），為期三個月。3月2-4日，第九編組運抵何東樓車廠，是兩年來再有同款列車抵港。3月30日至4月3日，第十一編組運抵何東樓車廠。
- 2020年4月16日：港鐵公佈首八列列車將在2020年中啟用，並於一年半後取代中期翻新列車，以配合沙中綫工程。
- 2020年5月：由於晚間非行車時間測試並不理想，而且先後於23、25日不斷出現故障，因此東鐵綫新訊號系統以及混合編組列車的正式運營的日期已由原先的6月6日進一步押後。[32][33][34]
- 2020年8月：港鐵發表5月23、25日訊號系統故障調查報告，並調查出故障是由人為因素所造成。同時，為配合近畿川崎列車頭等車廂運往日本的船期，因此首八列列車預計將於9-10月開始投入服務，以調離在東鐵綫的近畿川崎列車進行維修。同月28日，港鐵宣佈首八列列車及新信號系統啟用日期為9月12日。[35][需要較佳来源]
- 2020年9月11日：港鐵宣佈因信號系統令列車入錯綫，需要進行改善工程，列車投入服務日期將會推遲。公司認為，於2020年5月已經發現相關問題，但未有交代為何相隔4個月才公布。[36][37][38]由於船期已經安排而無法取消，第十及十二編組仍如期於9月28日抵港；由於空間不足，第十二編組列車暫存於火炭貨場至2021年3月頭。
- 2021年2月1日：港鐵宣佈2月6日轉用新信號系統，首批新列車同日起投入服務[39]。
- 2021年2月6日：首7列東鐵綫現代列車輪流投入服務。早上約5時35分首航，由何東樓車廠出發，數分鐘後駛至沙田站三號月台接載乘客前往紅磡站，是為該車型首航。大批鐵路迷在未開站在站外排隊等候，搶先入閘。惟其後有列車於早上在上水站附近一度發生信號系統運作不暢順的問題，個別列車出現延誤。到下午5時許，列車駛經大學站附近更一度出現供電力故障。[40][41][42]此後，東鐵綫現代列車陸續投入服務。
- 2021年4月29日：正在試車的一列東鐵綫現代列車在通過火炭站以北路段期間，其中一卡列車頂部的集電弓損毀，導致所有南行列車一度要改行馬場站路段。
- 2021年6月24日：一列東鐵綫現代列車凌晨零時左右駛入太和站二號月台期間，一名男子突然由月台跳入路軌自殺，並捲入車底，救出後當場證實不治，肇事列車駕駛室的玻璃窗碎裂[43]；此乃為新信號系統啟用後，第1宗跳軌自殺事件。
- 2021年10月8日：在黑色暴雨警告懸掛期間，有指多達11列東鐵綫現代列車故障，佔當時已投入服務的東鐵綫現代列車的超過70%。港鐵未有公佈壞車數量，但指出個別東鐵綫現代列車曾出現電力系統運作不暢順。[44]
- 2021年10月11日：一列北行東鐵綫現代列車駛至大學至大埔墟站之間時，懷疑發生故障冒煙，引致東鐵綫列車服務有延誤；車站廣播指列車已到達大埔墟站，所有乘客離開車廂。該列車亦移離主行車線，東鐵綫列車服務陸續回復正常。據悉，列車煞車系統故障導致冒煙。[45]
- 2021年10月13日：颱風圓規襲港，在三號強風信號懸掛期間，一列東鐵綫現代化列車在下午五時許駛入九龍塘站時噴出火花最少三次，部分火花散落在月台上。港鐵指涉事列車其中一卡的集電弓上有樹枝，懷疑樹枝接觸架空電纜組件導致事故。[46]
- 2021年11月29日：一列南行東鐵綫現代列車駛至大學站後再次發生車底冒煙事故，引致東鐵綫列車服務受阻，所有乘客被要求離開車廂。其後列車移離主行車線，列車服務回復正常。據悉，列車返廠檢查後是列車煞車系統故障導致冒煙，是次事故亦是第二宗列車冒煙事故。[47]
- 2022年12月27日：最後一列列車（TS37 - D109/D111）抵達香港青衣九號貨櫃碼頭，並逐步運往火炭貨場。

## 圖片庫

### 列車外觀

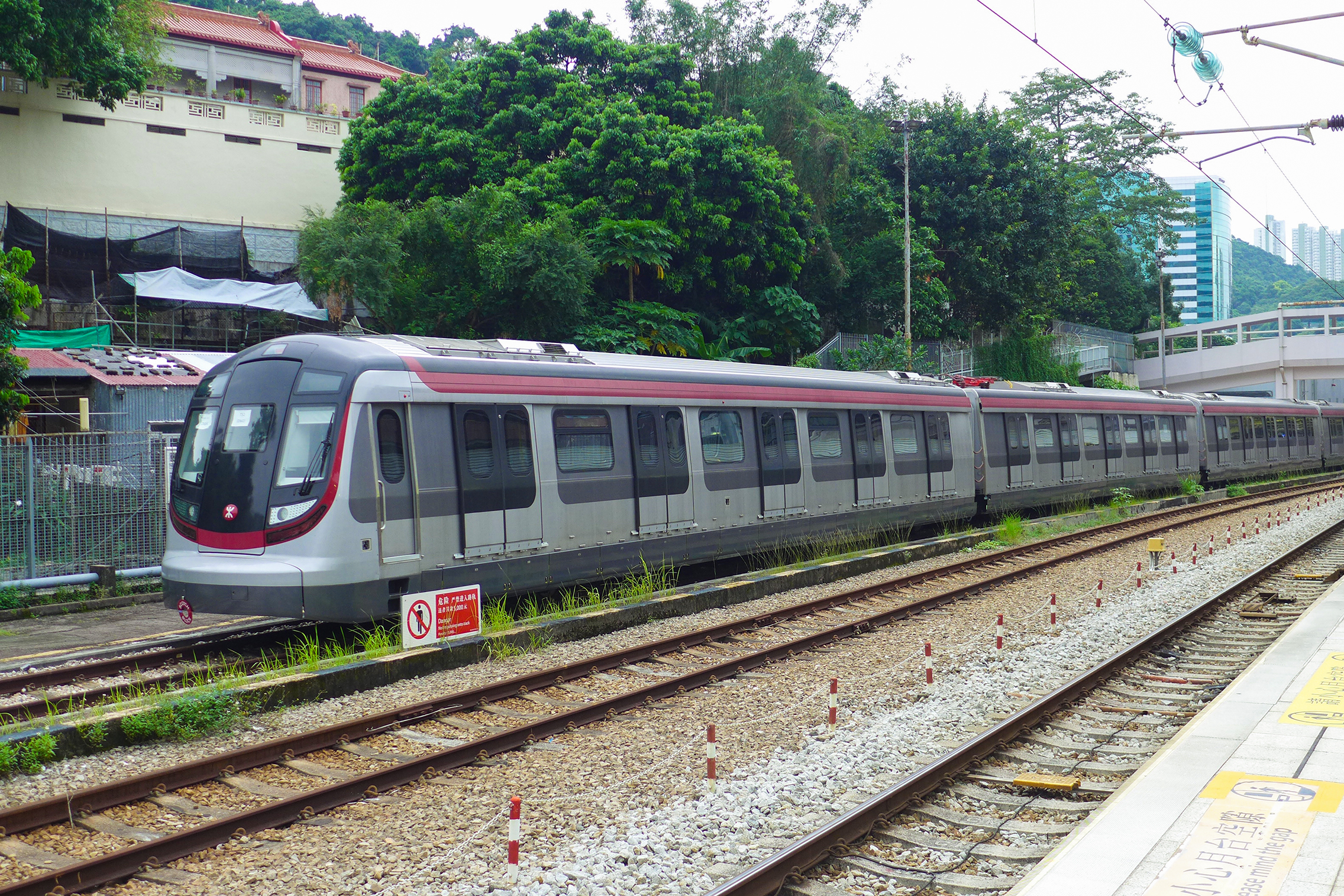
東鐵綫現代列車停靠沙田貨場（2017年10月）
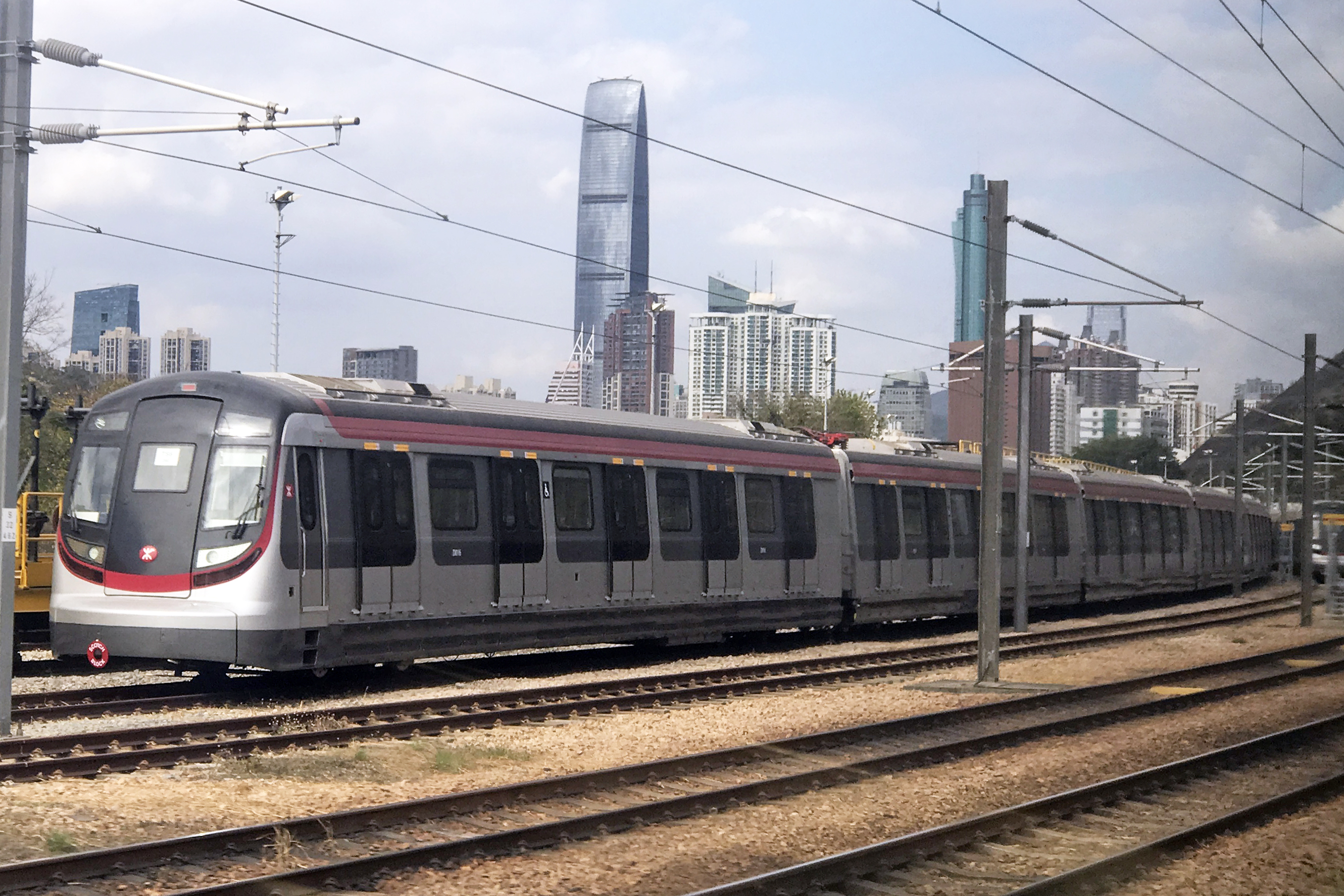
東鐵綫現代列車停靠羅湖編組站（2019年12月）
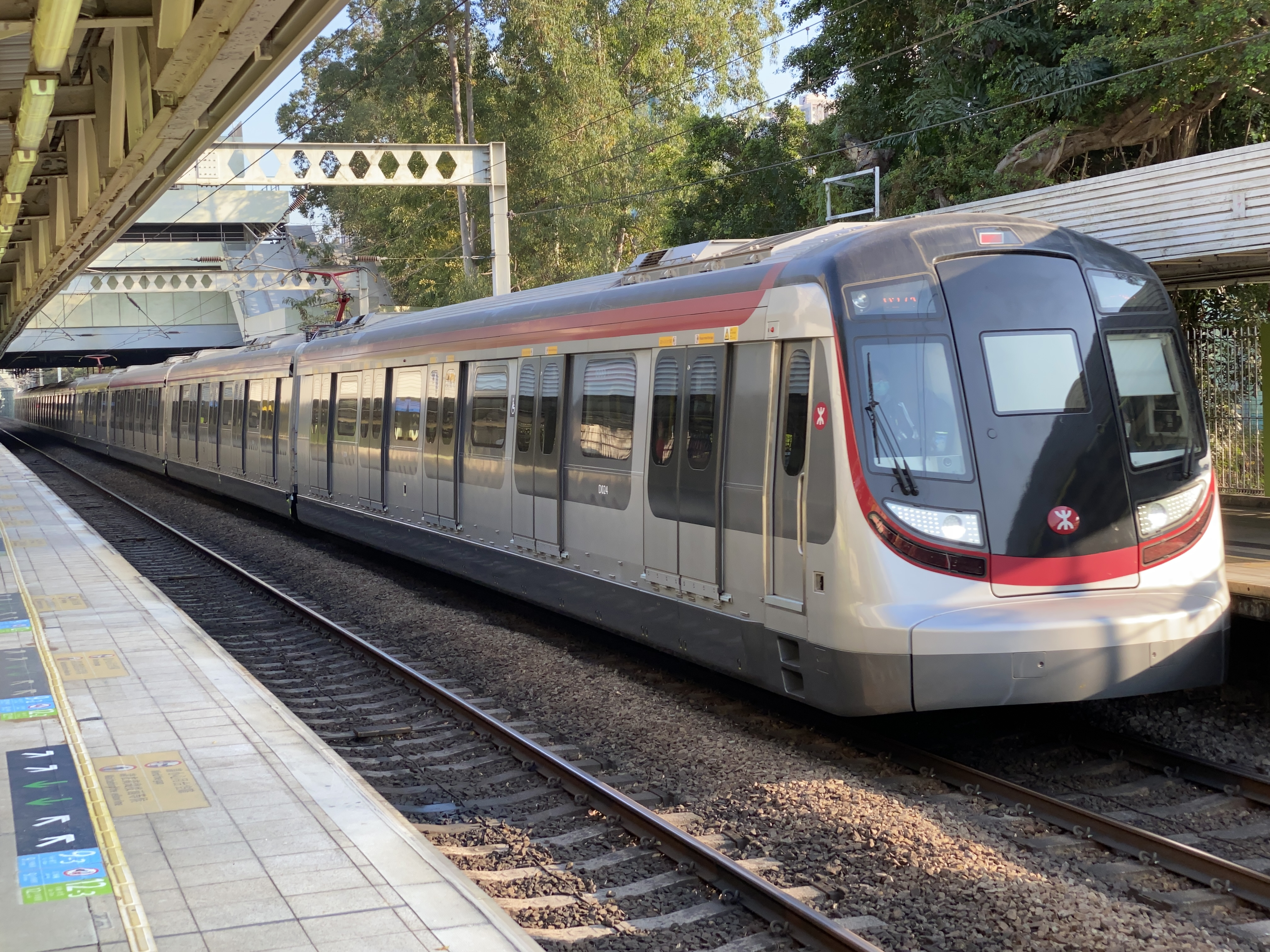
東鐵綫現代列車駛進粉嶺站2號月台（2021年2月）
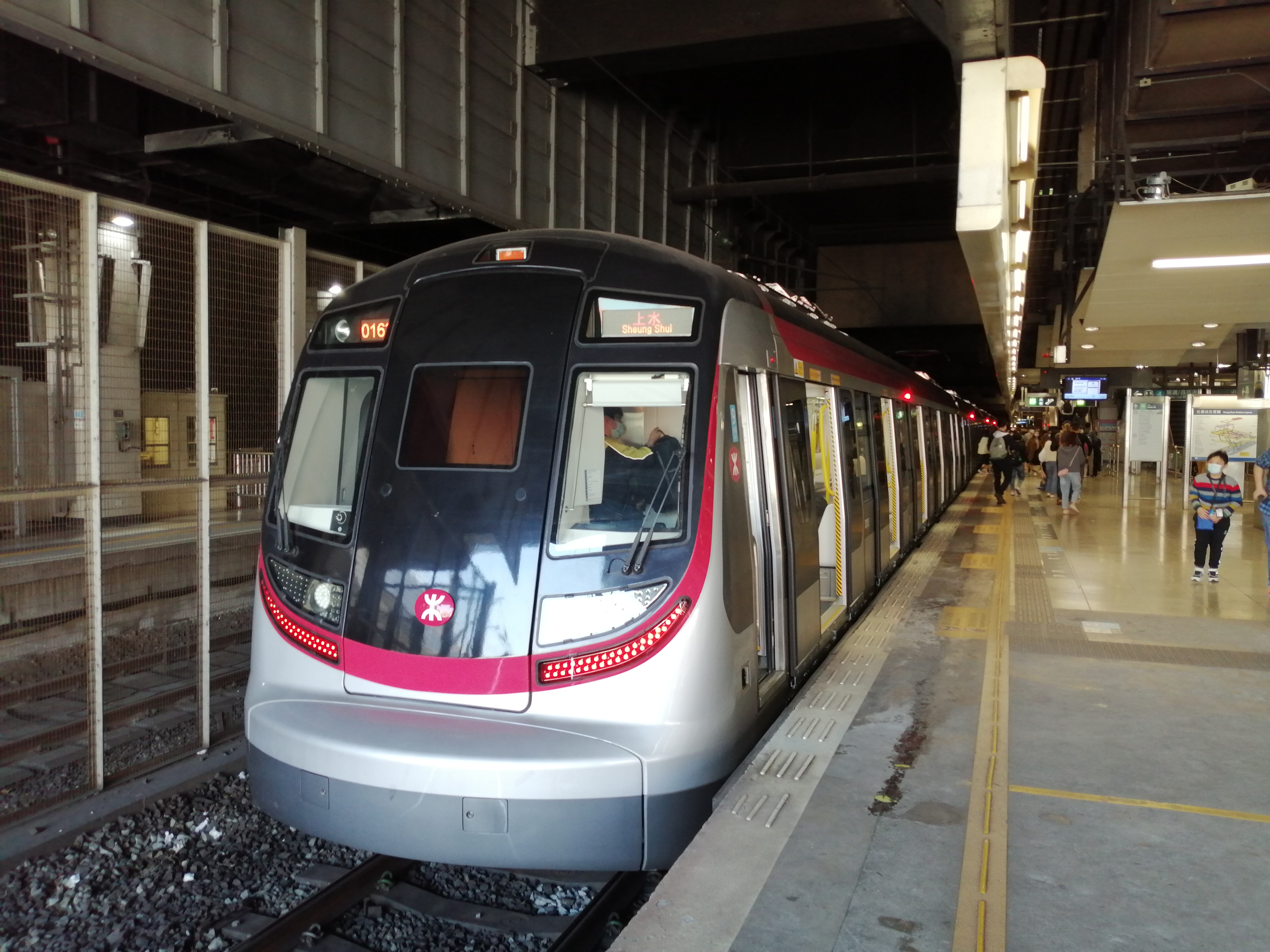
東鐵綫現代列車停靠紅磡站舊4號月台（2021年2月）
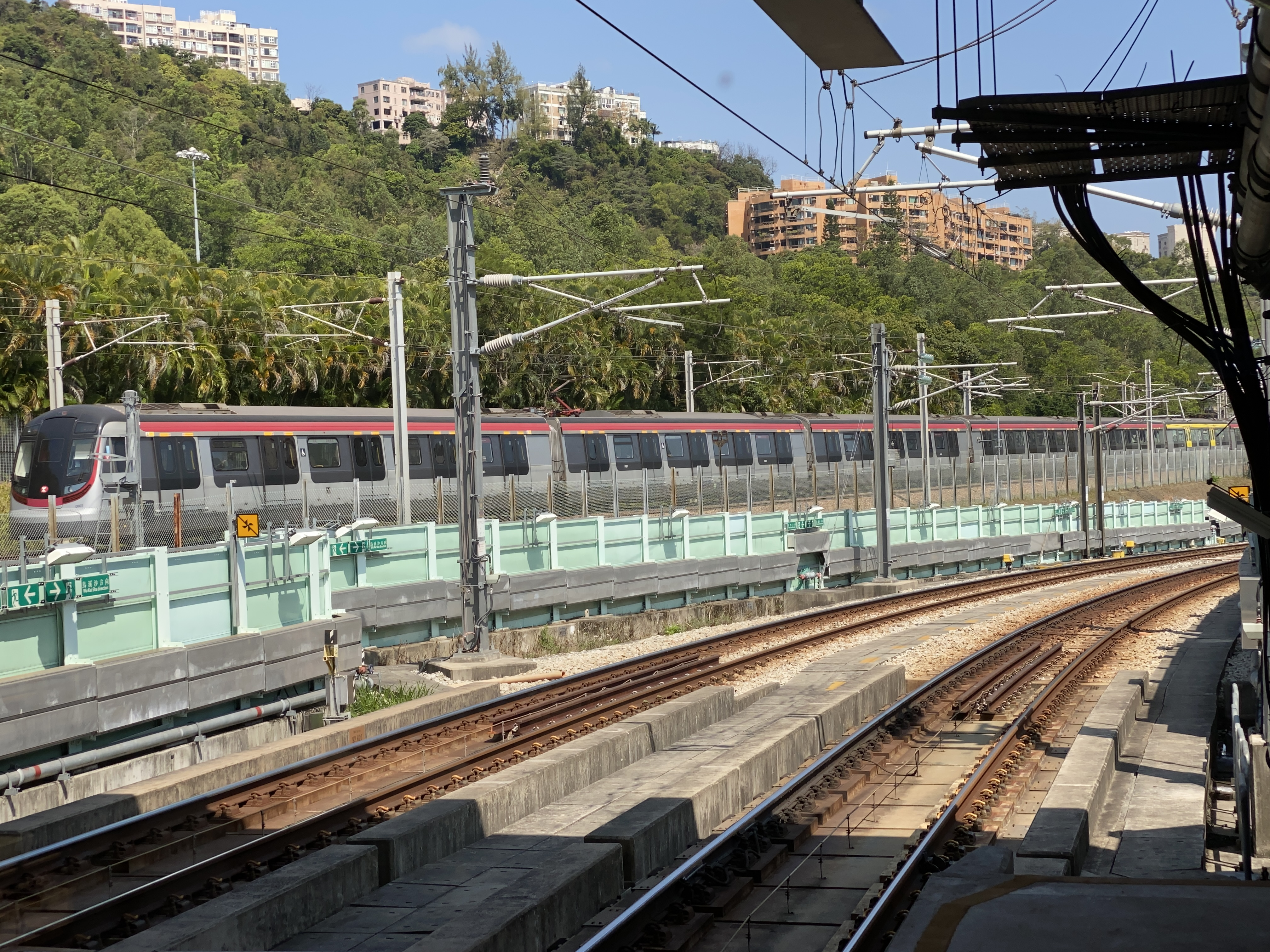
東鐵綫現代列車經過顯徑站（2022年2月）
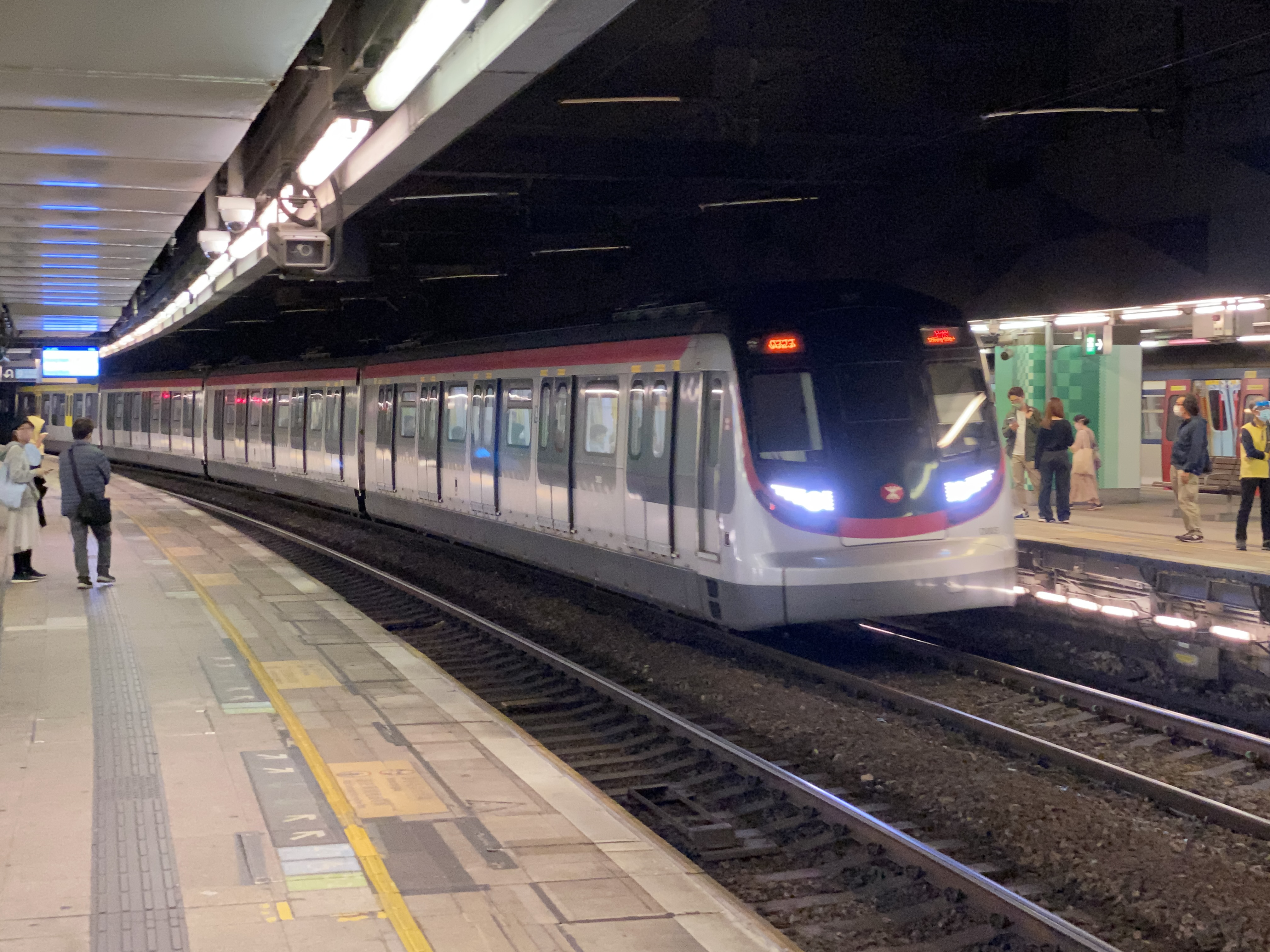
東鐵綫現代列車停靠旺角東站月台（2022年4月）
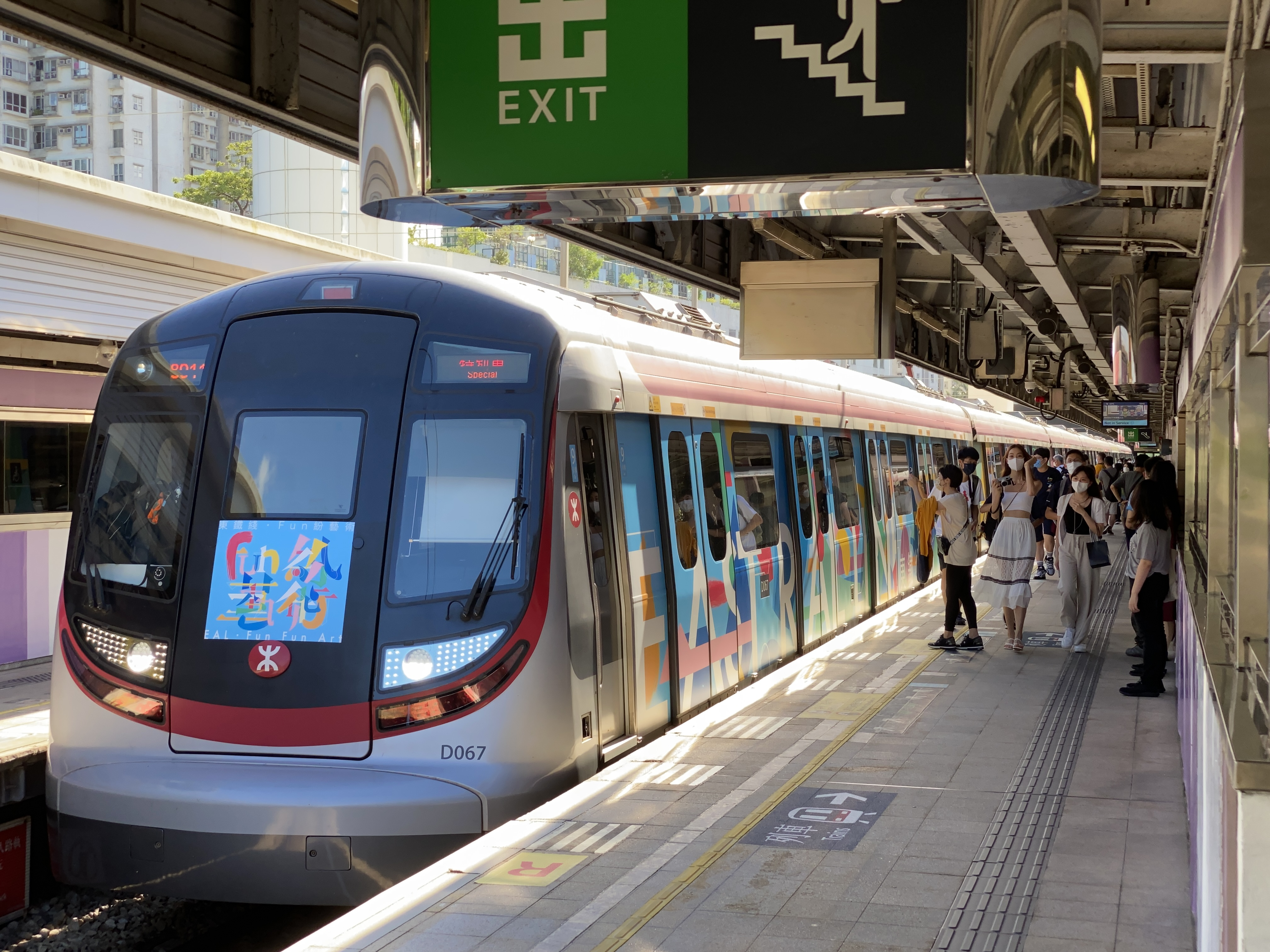
東鐵綫現代列車披上「東鐵綫‧Fun紛藝術」列車塗裝停靠大埔墟站3號月台（2022年8月）
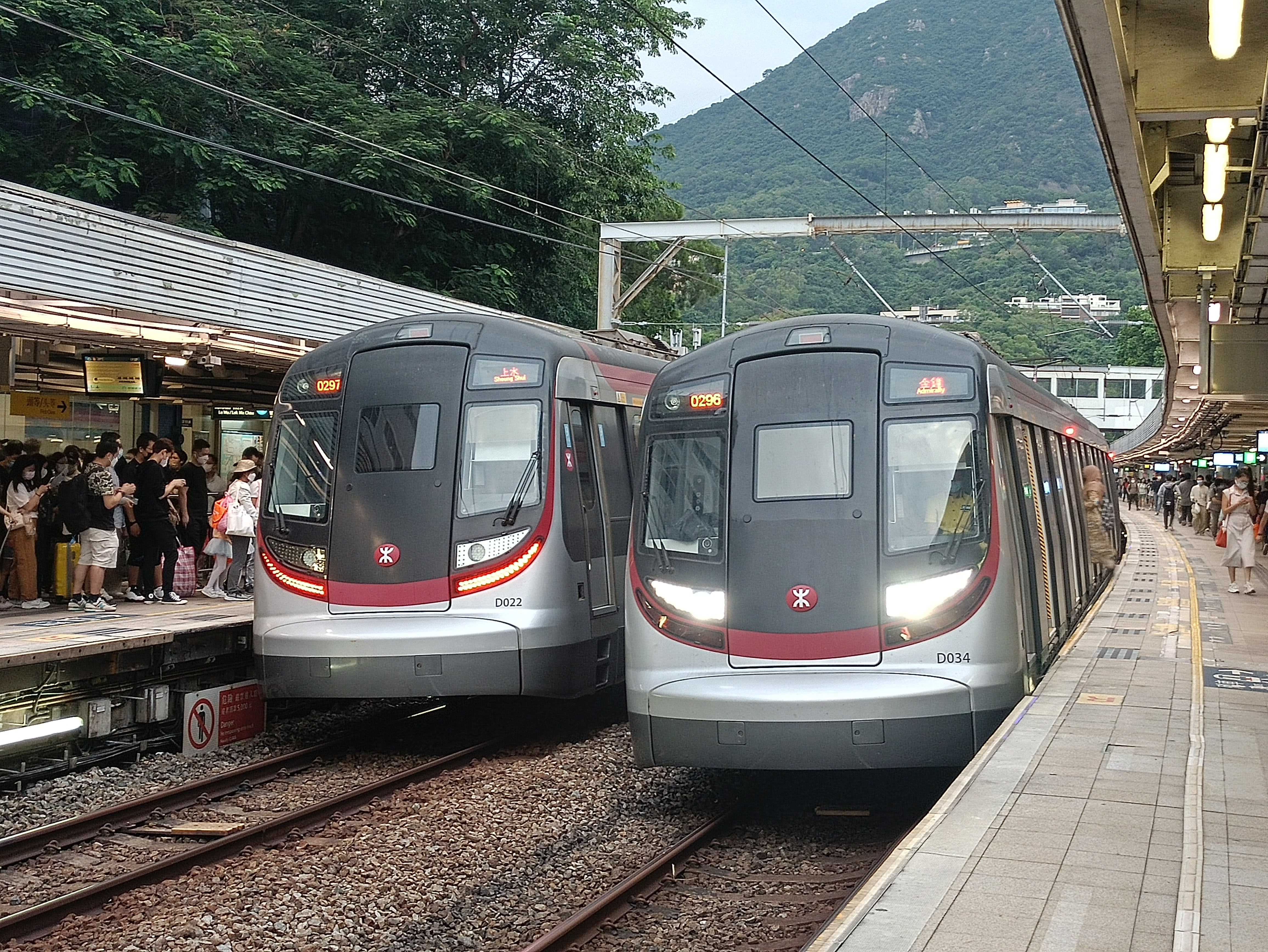
兩列東鐵綫現代列車停靠九龍塘站月台（2022年10月）
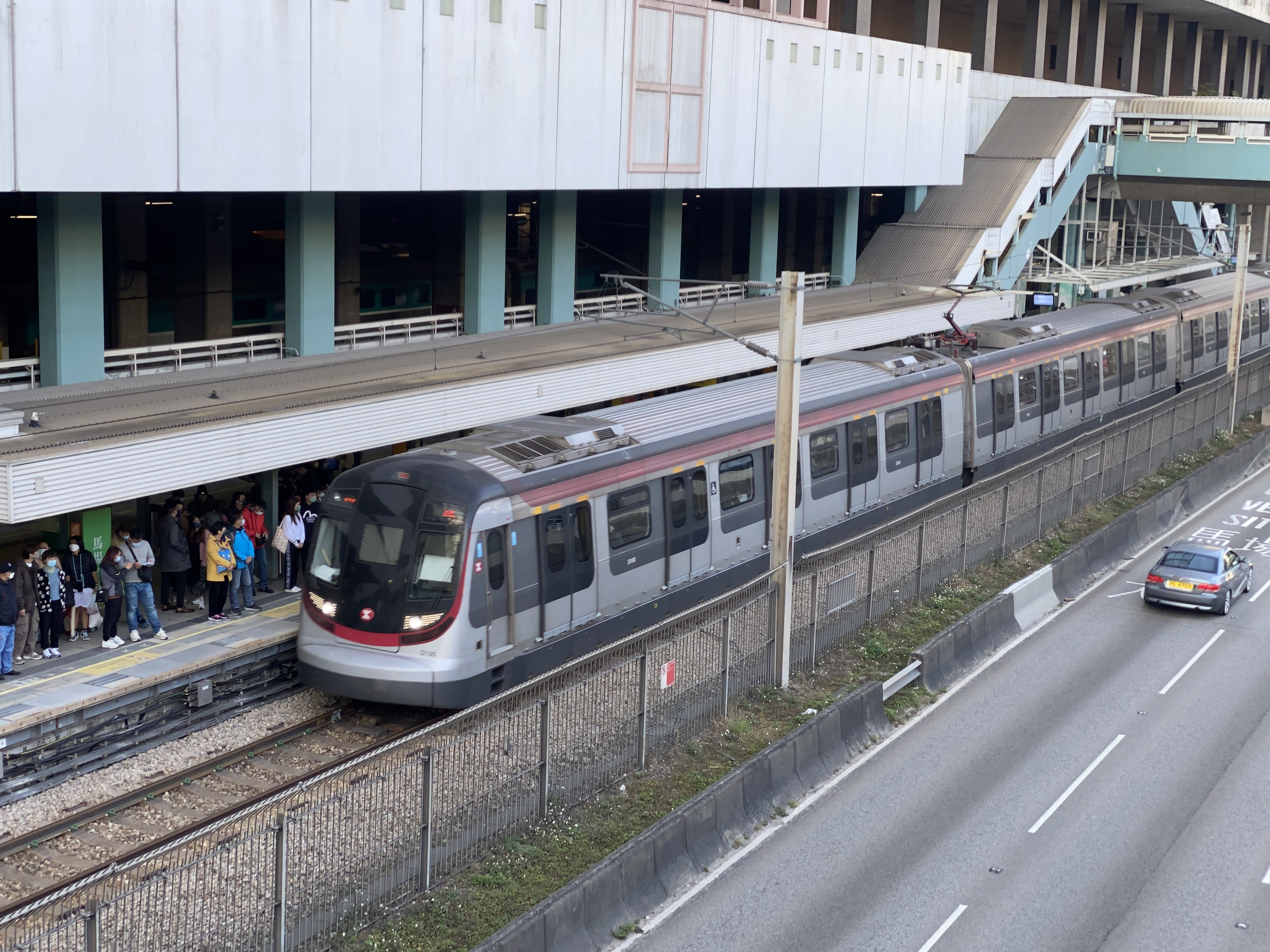
東鐵綫現代列車駛進馬場站月台（2023年1月）
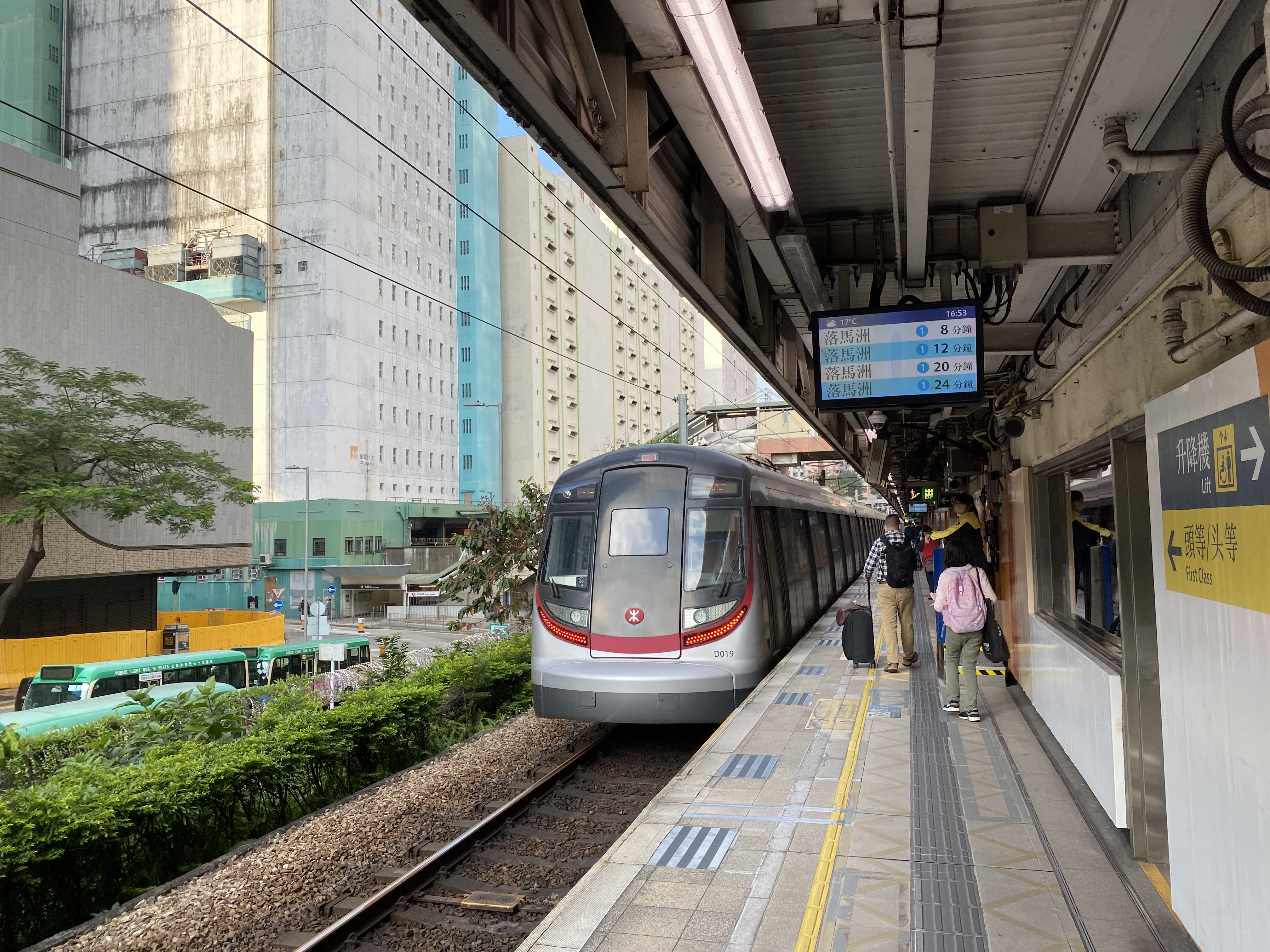
東鐵綫現代列車駛離火炭站1號月台（2023年1月）

### 車廂內部

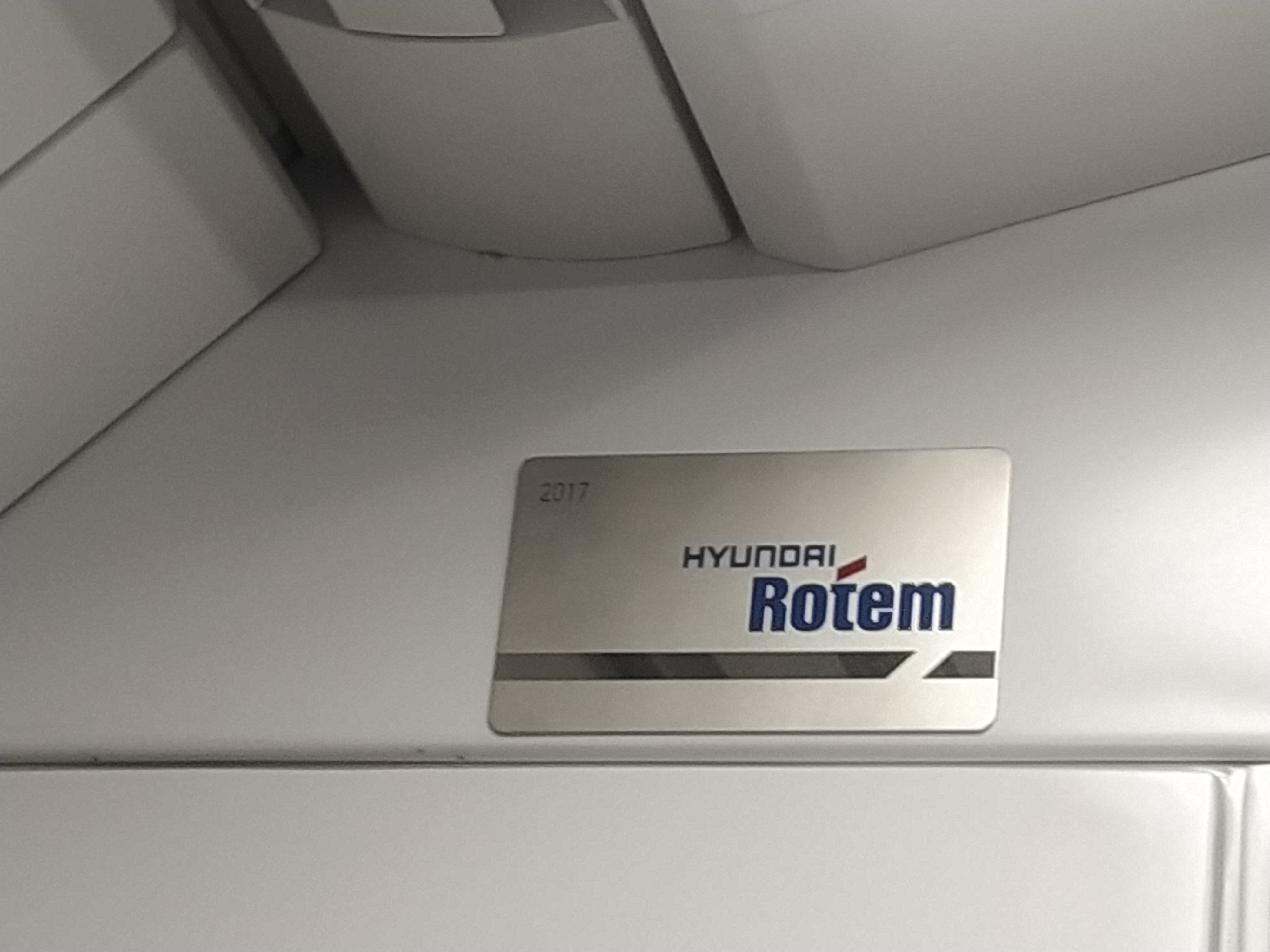
車廂內製造商現代Rotem水牌
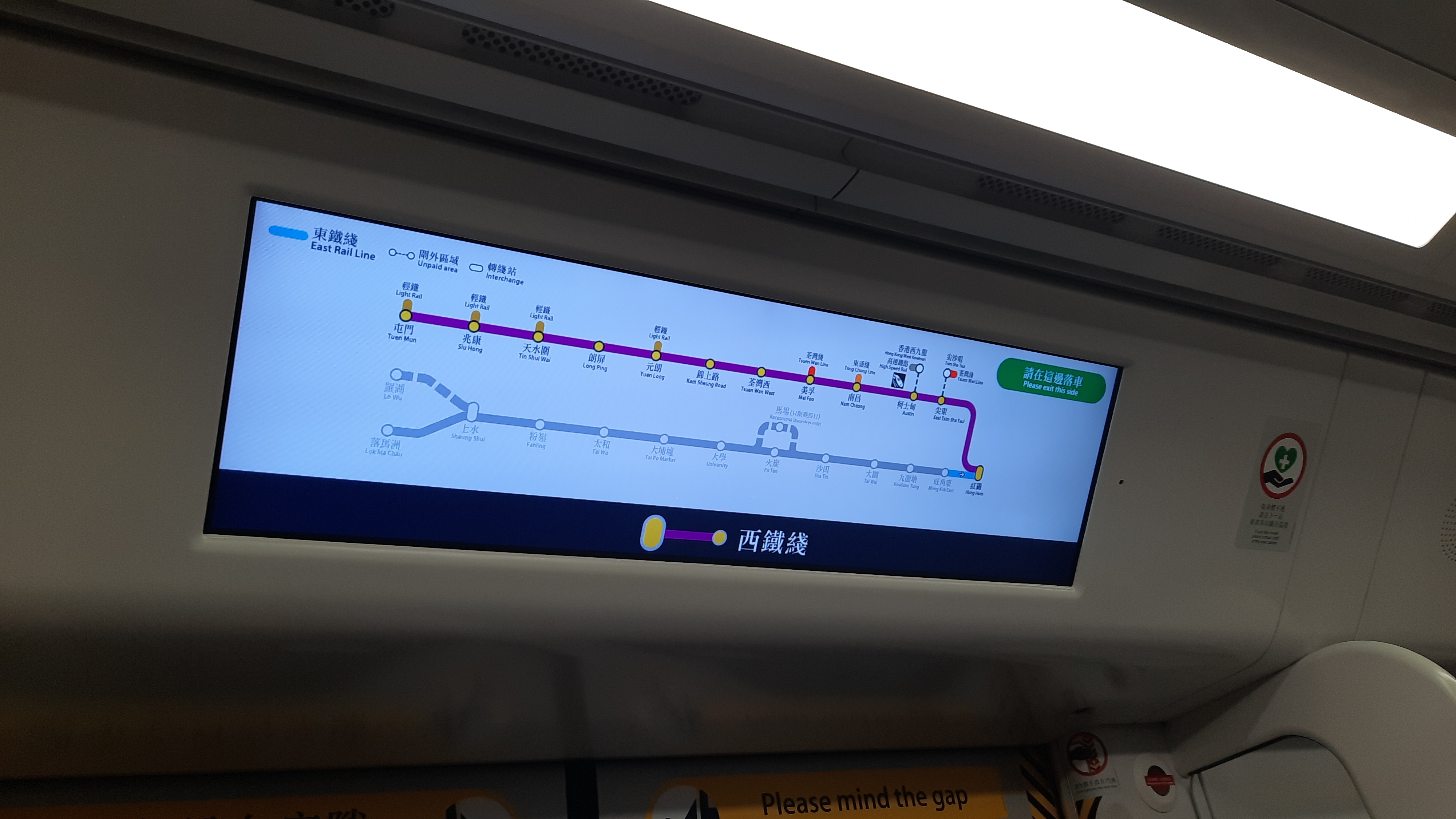
車廂內的動態路綫圖（2021年3月，屯馬綫全線通車前）
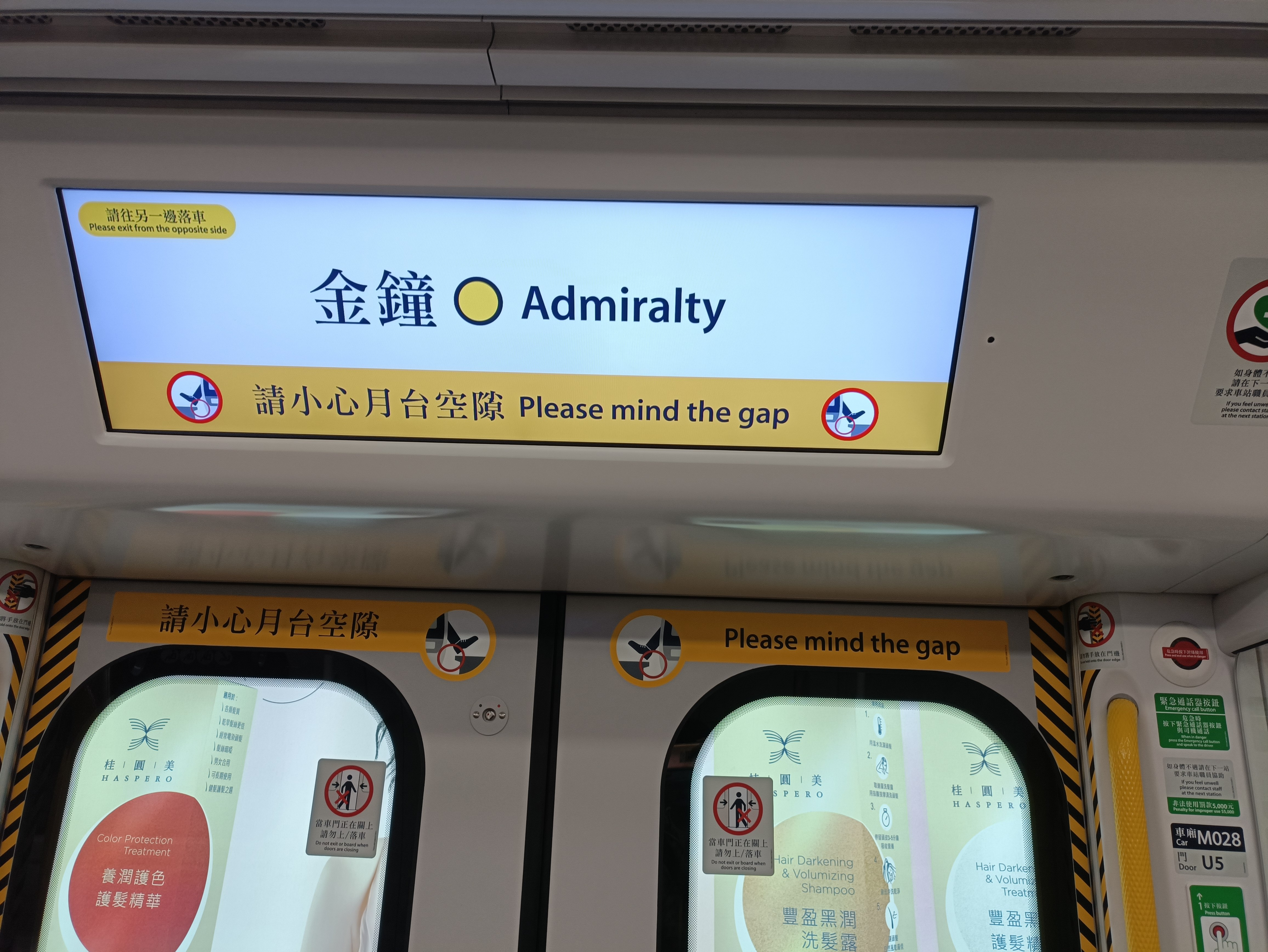
車廂內的動態路綫圖（2022年5月，靠站狀態）
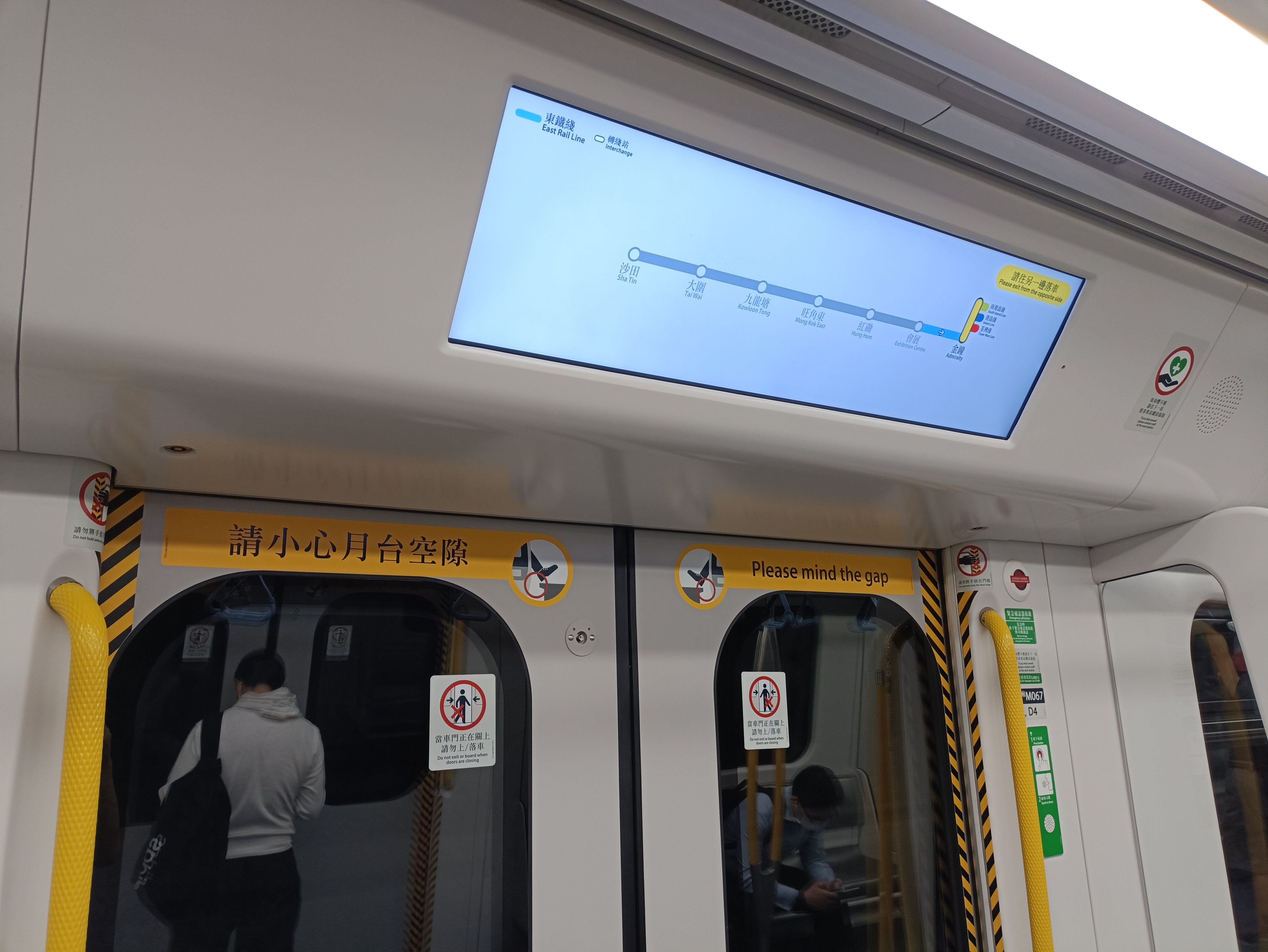
車廂內的動態路綫圖（2022年5月，東鐵綫過海段通車後）
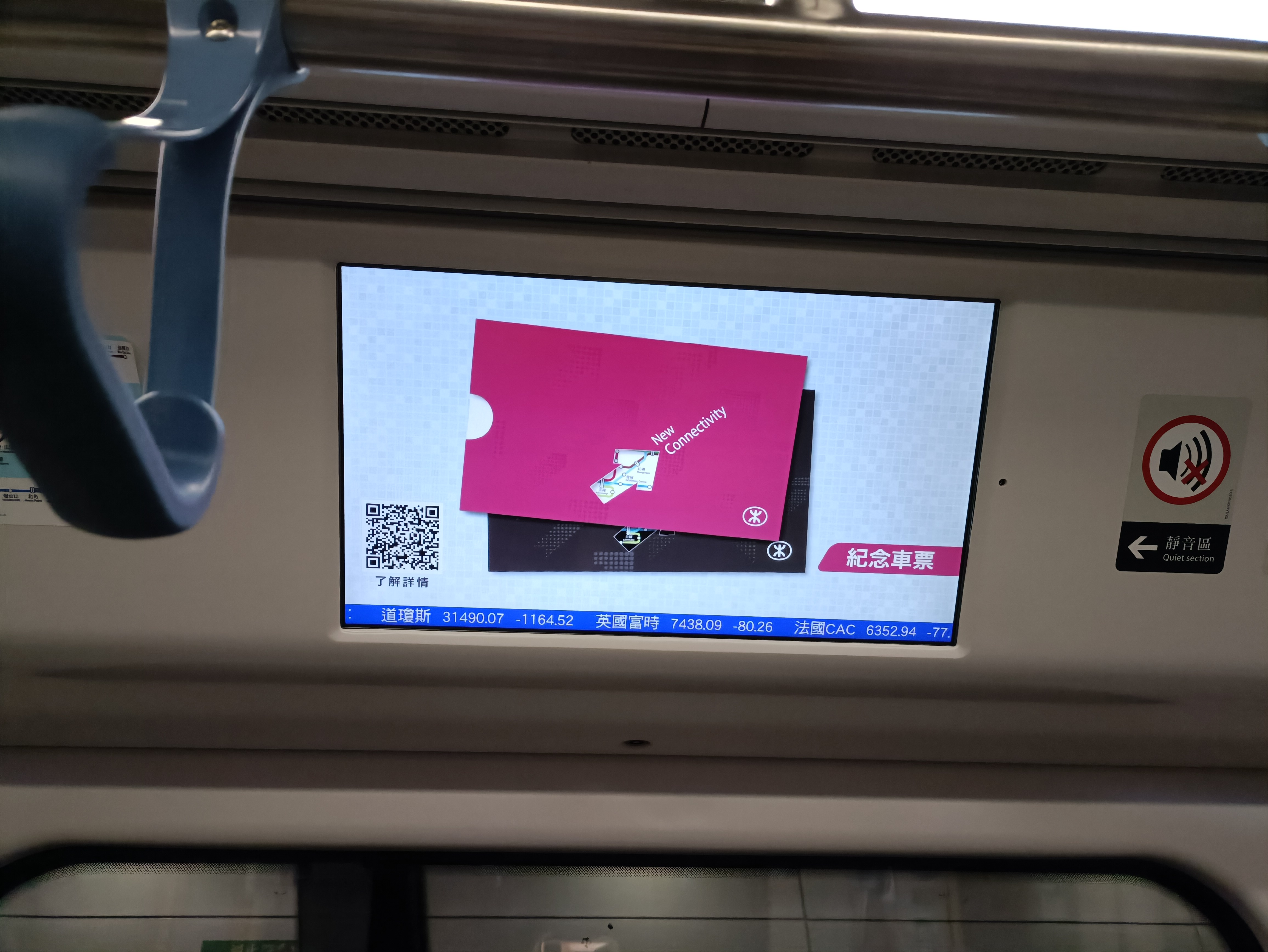
港鐵車廂電視（2022年5月）
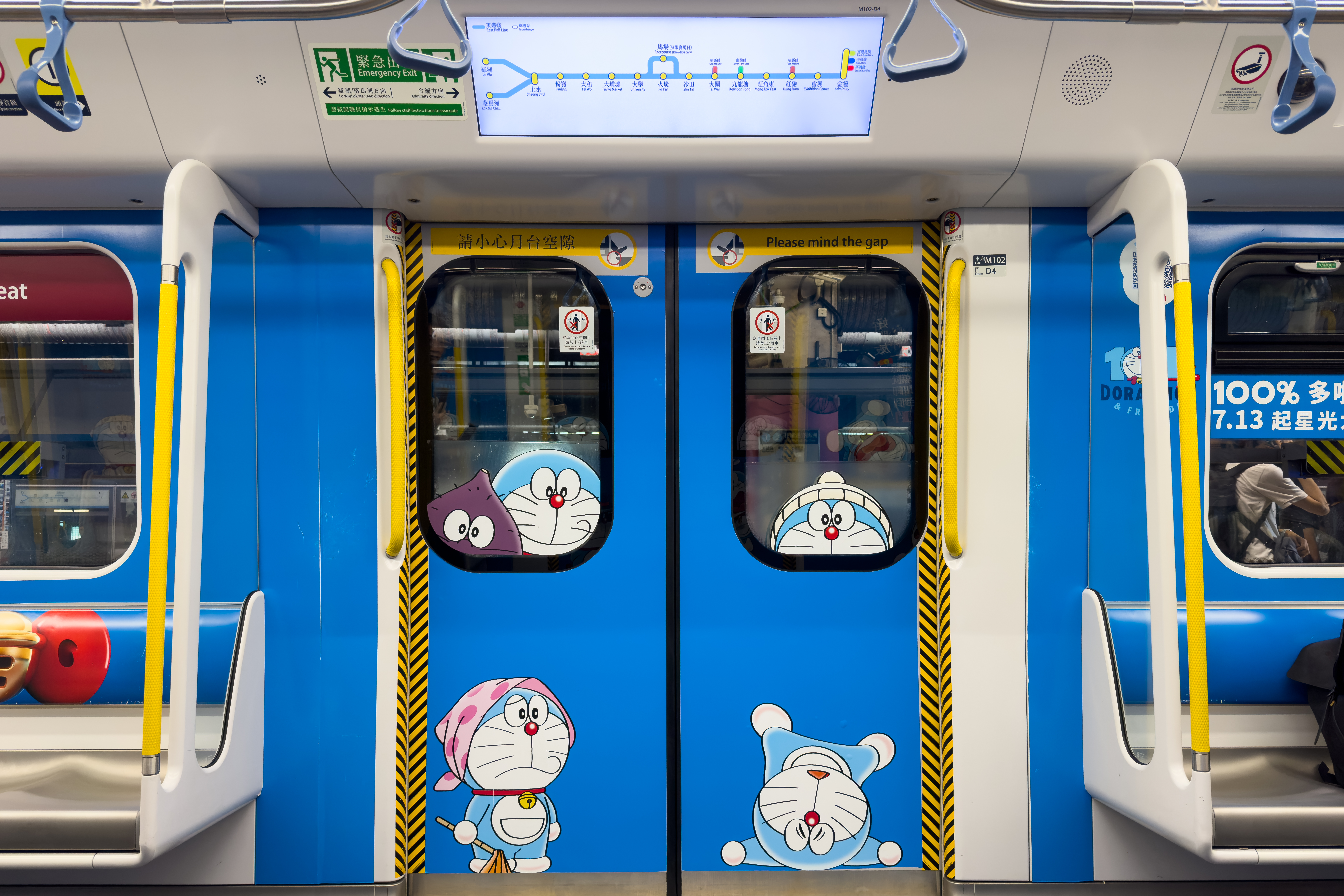
除D3、U3車門外，列車車門不設手把
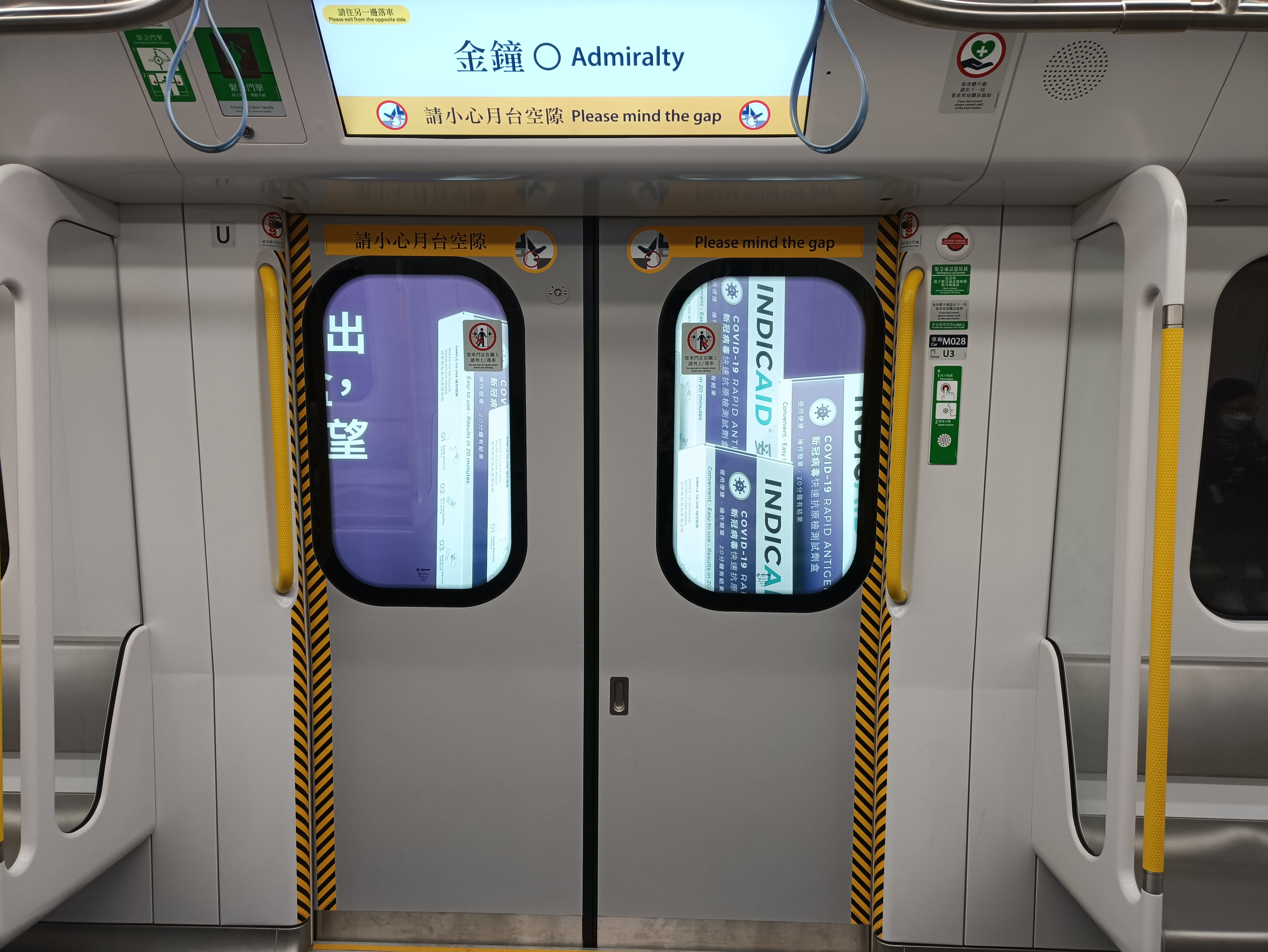
D3、U3車門設有手把，同時是車廂的緊急出口
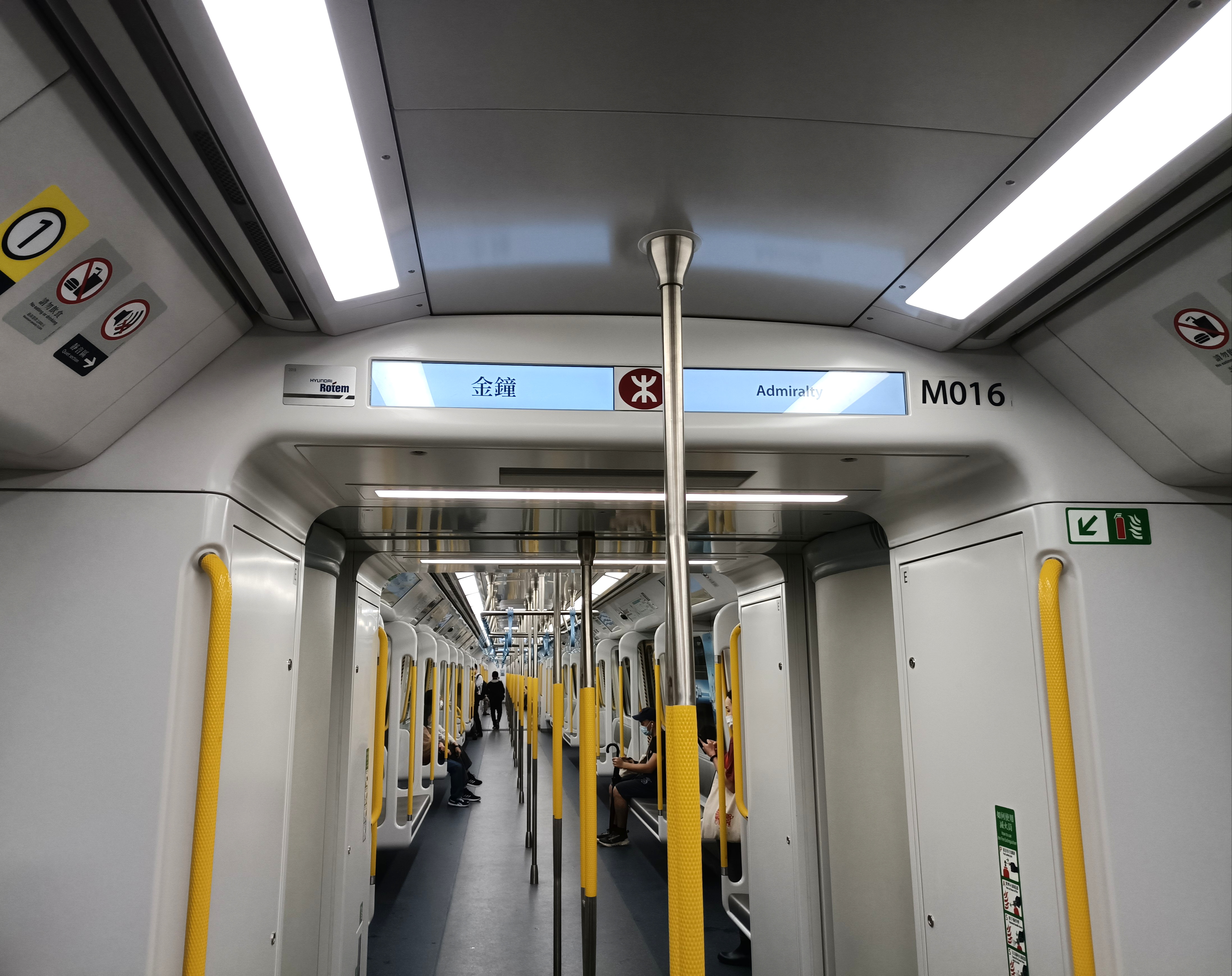
車廂內接駁通道上方顯示器
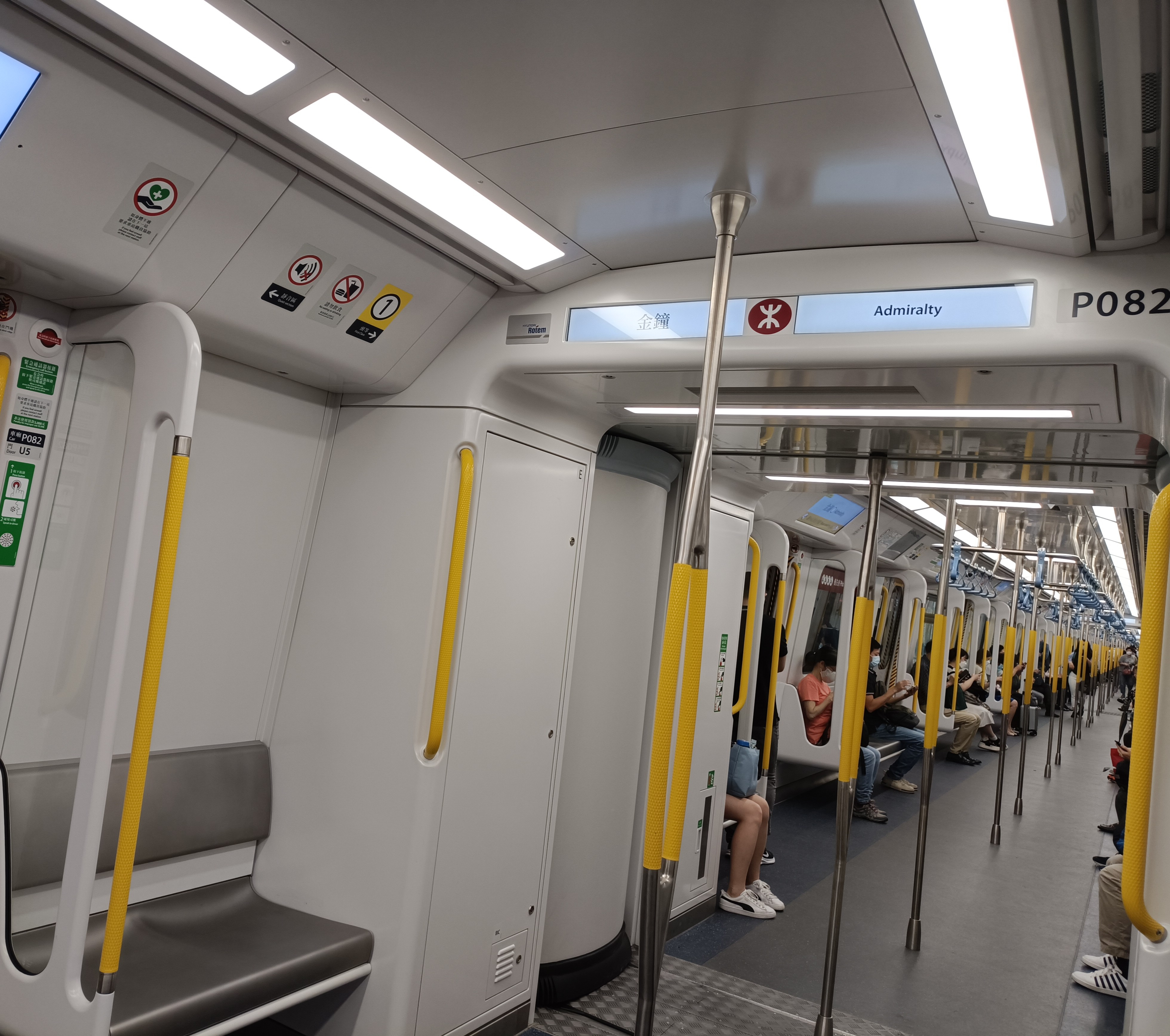
車廂內採用橄欖形直立扶手。另外近車廂接駁通道旁的座位可容納兩人

## 外部連結
- 沙中綫新列車 （页面存档备份，存于） 港鐵工程建造
- 香港鐵路網：香港鐵路：九鐵/港鐵 電氣化後的載客列車 東鐵綫韓國製列車 （页面存档备份，存于）
- 香港鐵路大典上的相关条目：港鐵東鐵綫現代列車